# Cicadula quinquenotata
Cicadula quinquenotata är en insektsart som beskrevs av Karl Henrik Boheman 1845. Cicadula quinquenotata ingår i släktet Cicadula och familjen dvärgstritar. Arten är reproducerande i Sverige. Inga underarter finns listade i Catalogue of Life.